# 미즈타니 마린
미즈타니 마린(일본어: 水谷 麻鈴 みずたに まりん[*])은 일본의 성우이다. 교토부 출신. 프로덕션 에이스 소속.